# Diocesi di Elphin
La diocesi di Elphin (in latino Dioecesis Elphinensis) è una sede della Chiesa cattolica in Irlanda suffraganea dell'arcidiocesi di Tuam. Nel 2023 contava 81.750 battezzati su 92.000 abitanti. È retta dal vescovo Kevin Doran.

## Territorio
La diocesi comprende parte delle contee irlandesi di Roscommon e Sligo, nonché porzioni minori delle contee di Weastmeath, Longford e Galway.
Sede vescovile è la città di Sligo, dove si trova la cattedrale dell'Immacolata Concezione.
Il territorio si estende su 301 km² ed è suddiviso in 35 parrocchie, raggruppate in 6 decanti. Sligo, Boyle, Strokestown, Castlerea, Roscommon e Athlone.

## Storia
Il monastero di Ail-finn (Elphin) fu fondato verso la metà del V secolo da san Patrizio, che secondo la tradizione scelse come abate-vescovo il suo argentiere san Tassac. Nel primo millennio la Chiesa irlandese era strutturata in insediamenti monastici, ognuno con una propria giurisdizione che si estendeva sul monastero stesso, sul territorio circostante e sulle proprietà del demanio monastico. Anche Elphin era una sede monastica, dotata di una propria scuola e retta da un abate, che poteva anche non essere stato consacrato vescovo. San Patrizio aveva fondato altre chiese monastiche nel territorio attorno a Elphin, tra cui si ricordano Ardcarne, Cashel-Irra, Drumcliffe, Roscommon e Tighbohin, e altre ancora; Patrizio aveva affidato ciascuna di queste fondazioni ai suoi discepoli, alcuni consacrati vescovi, altri presbiteri, e altri ancora come semplici monaci.
Nel XII secolo la Chiesa irlandese fu riformata con l'istituzione delle diocesi, sul modello dell'organizzazione ecclesiastica continentale, in sostituzione dell'organizzazione monastica del territorio, tipico dell'Irlanda. Furono celebrati due sinodi di riforma.
Il sinodo di Rathbreasail del 1111 divise il Connacht in 5 diocesi, Tuam, Clonfert, Cong, Killala e Ardcarne o Ardagh, ma non menziona quella di Elphin. Il clero del Connacht era autorizzato a modificare il territorio di queste diocesi, ma senza oltrepassare il numero totale di 5 diocesi, stabilito dal sinodo.
Nel 1152 fu celebrato un secondo sinodo a Kells, dove appare la diocesi di Roscommon, la cui sede fu trasferita a Elphin nel 1156. Il territorio di questa nuova diocesi, suffraganea dell'arcidiocesi di Tuam, comprendeva parte di territori che il sinodo del 1111 aveva assegnato a Tuam, a Ardcarne o Ardagh, e a Killala. Al sinodo di Kells era presente il vescovo Maelisa O'Conachtain, designato come vescovo del Connacht orientale. Si conosce tuttavia il nome di un altro vescovo, Domnald O'Dubhthai, morto verso il 1137, indicato dagli annali di Loch Cé come Elefinensis episcopus. Ciò lascerebbe intuire che la diocesi di Elphin fu istituita dopo il sinodo di Rathbreasail e che il sinodo di Kells non fece che riconoscere una divisione del territorio in diocesi stabilita dal clero del Connacht dopo il 1111.
Nei primi tempi di vita, la diocesi è nota nei documenti coevi con diversi nomi. Oltre a Elphin, Roscommon e Connacht orientale, è noto il nome di Siol Muireadhaigh, sede di cui era vescovo Flanagan O'Dubhthai, morto nel 1168, e che corrisponde probabilmente alla diocesi di Elphin.
Diversi vescovi di Elphin appartenevano alla famiglia reale degli O'Connor, mentre altri appartenevano a nobili famiglie locali quali i MacDermott e i Flanagan. Gli annali di Loch Cé fanno l'elogio del vescovo Donat O'Flanagan (1303-1308), già abate cistercense di Boyle, uomo di pietà e generoso, distintosi per la sua saggezza e chiaroveggenza. Gli annali ricordano anche il vescovo Thomas Barrett (1372-1404), versato nelle scienze sacre e profane, il cui sigillo in bronzo è conservato nel museo nazionale di Dublino. Thomas Colbi (1412-1414), laureatosi a Oxford e a Cambridge, fu autore di numerosi trattati di teologia e di carattere devozionale.
In più occasioni la sede di Elphin fu oggetto di lotte interne al capitolo dei canonici della cattedrale. È il caso per esempio del 1244, quando il capitolo si divise in tre fazioni, con la nomina di tre vescovi in competizione tra loro: la spuntò John O'Hughrain, eletto da una minoranza del capitolo, ma confermato dalla Santa Sede. Altra controversia nel 1260, ma la morte prematura di Milo MacThady O'Connor lasciò libera la strada a Thomas MacDermott. Ancora nel 1296 furono eletti due vescovi, Marianus O'Donnaver e Mellaghlin MacBrien; Marianus si recò a Roma ed ottenne la conferma dal papa, ma morì sulla strada di ritorno. Altre difficoltà sorsero nel 1308 e nel 1354.
Dopo la Riforma protestante voluta da Enrico VIII d'Inghilterra nel 1534 la diocesi di Elphin riuscì a mantenere la sua successione episcopale, interrotta da due lunghi periodi di sede vacante, dal 1594 al 1625 e dal 1650 al 1671. Fu solo nel XVII secolo che la riforma anglicana poté introdursi con qualche successo nella diocesi di Elphin, anche se numericamente gli anglicani rimasero sempre una minoranza. Anche i religiosi, benché ufficialmente soppressi, continuarono a risiedere in diocesi, o in piccole comunità, o come parroci di piccole parrocchie della campagna; diversi religiosi pagarono con la vita la loro fedeltà ai voti religiosi.
Nel gennaio 1637 il vescovo Boetius Egan inviò a Roma un rapporto sullo stato della diocesi, dove risulta che i cattolici sono la maggioranza, ma non nella città di Elphin, poiché la loro presenza è interdetta. I preti erano in tutto 42, 7 i decanati della diocesi, e i decreti del concilio di Trento venivano regolarmente osservati, nella misura del possibile. Il vescovo non aveva una residenza fissa, e spesso doveva fuggire in montagna o nascondersi nei boschi. Nel 1635 Egan aveva fatto esplicita richiesta di poter vivere fuori dalla sua diocesi a causa della persecuzione. Il vescovo aveva poi reintrodotto in diocesi i francescani e i domenicani, che vivevano nascosti nei boschi o nelle miniere in disuso. In un altro rapporto del 1631 si legge che, delle 65 chiese parrocchiali esistenti prima della riforma protestante, tutte erano state distrutte ad eccezione di 5, che comunque erano ora in mano agli anglicani, cattedrale compresa.
Dopo 21 anni di sede vacante, fu nominato il successore di Boetius Egan nella persona di Dominic de Burgo, che governò la diocesi dal 1671 al 1704. Sulla sua testa pendeva una taglia di 200 sterline, cosa che lo costrinse a vivere in esilio a Lovanio dal 1688 fino alla sua morte. Negli anni in cui risiedette in diocesi riuscì a convocare un sinodo nel 1672 e a consacrare parecchi nuovi sacerdoti. Il successore Ambrose MacDermott (1707-1717) fu arrestato e deportato, ma riuscì a fuggire e a rientrare segretamente nella sua diocesi.
Un rapporto del governo anglicano del 1731 riferisce che nella diocesi di Elphin esistevano 44 mass houses, capanne di paglia o di legno dove si celebrava di nascosto la messa, e 18 scuole gestite dai "papisti". Il rapporto riporta numero dei cattolici, numero dei preti e dei religiosi presenti in diocesi, e in molti casi anche i loro nomi: segno che i cattolici erano sottoposti a stretta sorveglianza da parte delle autorità. In molti casi le informazioni venivano estorte, come è il caso del domenicano Ambrose Gilligan, che, sottoposto a interrogatorio il 9 marzo 1744, fu costretto a riferire che in quel momento il vescovo di Elphin era Patrick French e che risiedeva a Cloonyquin, nella contea di Roscommon.
Solo con il XIX secolo i rapporti fra Chiesa irlandese e governo di Londra migliorarono e molte delle restrizioni nei confronti dei cattolici furono abolite. Nel 1841 la diocesi comprendeva 43 parrocchie e 72 chiese o cappelle; di queste 26 erano state costruite dopo il 1825. A quest'epoca esistevano tre conventi religiosi: i domenicani a Sligo, gli agostiniani a Athlone e i carmelitani a Toghergar.
Solo nel 1874 il vescovo Laurence Gillooly decise di trasferirne definitivamente la sede nella città di Sligo, facendovi costruire il nuovo palazzo episcopale e la nuova cattedrale, ultimata nel 1892 e consacrata nel 1897. Sempre a Sligo lo stesso vescovo Gillooly istituì nel 1892 il seminario diocesano, dedicato all'Immacolata Concezione, che in precedenza era stato eretto a Summerhill, presso Athlone.
Dal 16 febbraio 2025 è unita in persona episcopi alla diocesi di Achonry.

## Cronotassi dei vescovi
Si omettono i periodi di sede vacante non superiori ai 2 anni o non storicamente accertati.
- San Tassac † (menzionato nel 450 circa)
- Bitheus † (V secolo)
- Brou † (? - circa 512 deceduto)
- Domnald O'Dubhthai † (? - circa 1137 deceduto)
- Maelisa O'Conachtain † (menzionato nel 1152)
- Flanagan O'Dubhthai † (? - 1168 deceduto)
- Tomhaltach O'Connor † (verso il 1175/1180))
- Florence MacRiagan O'Mulrony, O.Cist. † (? - 1195 deceduto)
- Ardgall O'Connor † (? - 1214 deceduto)
- Denis O'Mulkyran ? † (? - 1224 deceduto)[4]
- Denis O'Morda † (? - 1229 dimesso)
- Donat O'Connor † (1232 - 23 aprile 1244 deceduto)
- John O'Hughrain † (3 luglio 1245 - 1246 deceduto)
- Thomas O'Connor † (1246 - 1259 nominato arcivescovo di Tuam)
- Milo MacThady O'Connor † (1260 consacrato - 1262 deceduto)
- Thomas MacFerrall MacDermott † (1262 - 1265 deceduto)
- Maurice MacNeal O'Connor † (23 aprile 1266 - 1284 deceduto)
  - Auliffe O'Tomolthy † (1284 - 1285 deceduto) (vescovo eletto)
- Gilla MacInlianaic O'Connor † (5 ottobre 1285 - 1296 deceduto)
- Malachy MacBrien MacDermott † (1296 - 1302 o 1303 deceduto)
- Donat O'Flanagan, O. Cist. † (settembre 1303 - 22 giugno 1308 deceduto)
- Malachy MacAeda † (22 giugno 1310 - 19 dicembre 1312 nominato arcivescovo di Tuam)
- Lawrence O'Lagthnan † (21 gennaio 1313 - 1325 deceduto)
- John O'Finasa (od O'Feenaghty) † (1326 - 1354 deceduto)
- Gregory † (27 febbraio 1357 - 7 maggio 1372 nominato arcivescovo di Tuam)
- Thomas Barrett † (16 giugno 1372 - 1404 deceduto)
  - John O'Machan † (17 gennaio 1383 - 16 settembre 1394 nominato vescovo di Derry) (amministratore apostolico)
- Thomas Colbi, O.Carm. † (18 marzo 1412 - 9 febbraio 1414 nominato vescovo di Waterford e Lismore)
- John O'Grada † (9 febbraio 1414 - 1417 deceduto)
- Robert Fosten, O.F.M. † (16 febbraio 1418 - ?)
- Lawrence O'Beollayn † (26 gennaio 1429 - ?)
- William O'Hedian † (2 dicembre 1429 - 20 ottobre 1449 nominato vescovo di Emly)
- Cornelius O'Mulalayd, O.F.M. † (20 ottobre 1449 - ? deceduto)
- John ? †
- Nicholas O'Flanagan, O.P. † (7 giugno 1458 - ?)
- Nicholas † (10 luglio 1469 - ? deceduto)
- Hugh Arward † (24 gennaio 1487 - ?)
- Richard O'Brien, O.P. † (22 giugno 1492 - ?)
- George Brann † (16 aprile 1499 - prima del 1524 deceduto)
- John Max, O.Praem. † (7 aprile 1525 - 25 maggio 1536 dimesso)
- William Magin † (16 giugno 1539 - ?)
- Gabriel de S. Serio † (27 agosto 1539 - 1541)
- Bernard O'Higgins, O.E.S.A. † (5 maggio 1542 - 1561 dimesso)[5]
- Andrew O'Crean, O.P. † (28 gennaio 1562 - 1594 deceduto)
  - Sede vacante (1594-1625)
- Raymond Galvin ? †[6]
- Boetius Egan, O.F.M.Obs. † (9 giugno 1625 - 19 aprile 1650 deceduto)
  - Sede vacante (1650-1671)
- Dominic de Burgo † (13 luglio 1671 - 1º gennaio 1704 deceduto)
- Ambrose MacDermott † (31 marzo 1707 - settembre 1717 deceduto)
- Gabriel O'Kelly † (26 marzo 1718 - 4 agosto 1731 deceduto)
- Patrick French, O.F.M.Ref. † (23 novembre 1731 - 1748 deceduto)
- John Brett † (28 agosto 1748 - 22 giugno 1756 deceduto)
- James O'Fallon † (14 agosto 1756 - 2 dicembre 1786 deceduto)
- Edward French † (13 febbraio 1787 - 29 aprile 1810 deceduto)
- George Thomas Plunkett † (4 ottobre 1814 - 8 maggio 1827 deceduto)
- Patrick Burke † (8 maggio 1827 - 16 settembre 1843 deceduto)
- George Joseph Plunket Browne † (26 marzo 1844 - 1º dicembre 1858 deceduto)
- Laurence Gillooly, C.M. † (1º dicembre 1858 - 15 gennaio 1895 deceduto)
- John Joseph Clancy † (28 febbraio 1895 - 19 ottobre 1912 deceduto)
- Bernard Coyne † (18 gennaio 1913 - 17 luglio 1926 deceduto)
- Edward Doorly † (17 luglio 1926 succeduto - 5 aprile 1950 deceduto)
- Vincent Hanly † (19 luglio 1950 - 9 novembre 1970 deceduto)
- Dominic Joseph Conway † (12 marzo 1971 - 24 maggio 1994 ritirato)
- Christopher Jones † (24 maggio 1994 - 14 maggio 2014 ritirato)
- Kevin Doran, dal 14 maggio 2014

## Statistiche
La diocesi nel 2023 su una popolazione di 92.000 persone contava 81.750 battezzati, corrispondenti all'88,9% del totale.
| anno | popolazione | popolazione | popolazione | presbiteri | presbiteri | presbiteri | presbiteri                | diaconi | religiosi | religiosi | parrocchie |
| anno | battezzati  | totale      | %           | numero     | secolari   | regolari   | battezzati per presbitero | diaconi | uomini    | donne     | parrocchie |
| ---- | ----------- | ----------- | ----------- | ---------- | ---------- | ---------- | ------------------------- | ------- | --------- | --------- | ---------- |
| 1950 | 100.000     | 103.500     | 96,6        | 117        | 108        | 9          | 854                       |         | 48        | 325       | 33         |
| 1970 | 77.731      | 79.302      | 98,0        | 141        | 125        | 16         | 551                       |         | 74        | 417       | 33         |
| 1980 | 71.600      | 73.900      | 96,9        | 117        | 101        | 16         | 611                       |         | 65        | 412       | 34         |
| 1990 | 69.000      | 71.000      | 97,2        | 106        | 98         | 8          | 650                       |         | 17        | 235       | 36         |
| 1999 | 68.000      | 70.000      | 97,1        | 87         | 81         | 6          | 781                       |         | 11        | 145       | 37         |
| 2000 | 68.000      | 70.000      | 97,1        | 83         | 77         | 6          | 819                       |         | 11        | 135       | 37         |
| 2001 | 68.000      | 70.000      | 97,1        | 81         | 75         | 6          | 839                       |         | 11        | 131       | 37         |
| 2002 | 68.000      | 70.000      | 97,1        | 76         | 70         | 6          | 894                       |         | 10        | 133       | 37         |
| 2003 | 68.000      | 70.000      | 97,1        | 73         | 67         | 6          | 931                       |         | 10        | 126       | 37         |
| 2004 | 68.000      | 70.000      | 97,1        | 72         | 66         | 6          | 944                       |         | 10        | 120       | 38         |
| 2006 | 69.000      | 71.000      | 97,2        | 83         | 65         | 18         | 831                       |         | 21        | 110       | 38         |
| 2013 | 69.270      | 71.650      | 96,7        | 75         | 52         | 23         | 923                       | 6       | 23        | 82        | 37         |
| 2016 | 81.105      | 90.105      | 90,0        | 80         | 63         | 17         | 1.013                     | 6       | 18        | 72        | 37         |
| 2019 | 81.075      | 90.075      | 90,0        | 87         | 59         | 28         | 931                       | 8       | 28        | 66        | 37         |
| 2021 | 82.320      | 91.450      | 90,0        | 83         | 59         | 24         | 991                       | 8       | 24        | 54        | 37         |
| 2023 | 81.750      | 92.000      | 88,9        | 77         | 54         | 23         | 1.061                     | 8       | 23        | 127       | 35         |